# 珠母贝
珠母贝（学名：Pinctada margaritifera），又名黑蝶真珠蛤，是莺蛤目鶯蛤科真珠蛤屬下的一个种。

## 特征
左右两贝壳不完全相等，左贝壳稍突起；壳顶偏向前方，自壳顶向前后平伸成两耳状突起，全壳略呈斜方形；壳的表面有覆瓦状排列的鳞状薄片，带有苍暗色；内面具有极强烈的珍珠光。

## 分佈
主要分佈於印度尼西亚、中国大陆、台湾，常栖息在珊瑚礁海域、潮间带低潮线下至水深20米，以足丝附着于岩石或珊瑚礁。